# سنکچواری کوو، کوئینزلند
سنکچواری کوو (به انگلیسی: Sanctuary Cove) یک منطقهٔ مسکونی در استرالیا است که در کوئینزلند واقع شده‌است.